# Hypnodendron comatulum
Hypnodendron comatulum är en bladmossart som beskrevs av Andries Touw 1971. Hypnodendron comatulum ingår i släktet Hypnodendron och familjen Hypnodendraceae. Inga underarter finns listade i Catalogue of Life.